# God Save the Queen (Queen-dal)
A God Save the Queen az Egyesült Királyság hivatalos himnusza, melyet Brian May dolgozott át a Queen 1975-ös A Night at the Opera albumára. Az eredeti zongora vezérfonalára építette fel, jellegzetesen átszövik az elektromos gitár harmóniái. Eredetileg May és Freddie Mercury „And Baby will Fall” dala került volna az album végére. A koncertjeik végén általában szalagról játszották be a művet. 2002. június 3-án II. Erzsébet királynő uralkodásának ötvenedik évfordulója alkalmából May a Buckingham palota tetején adta elő.

## Közreműködők
- Roger Taylor: Ludwig dobfelszerelés
- John Deacon: Fender Precision Bass
- Brian May: Red Special